# 비탈리 니콜라옌코
비탈리 알렉산드로비치 니콜라옌코(러시아어: Виталий Александрович Николаенко, 전사: 비탈리 알렉산드로비치 니콜라옌코, 1938년 – 2003년 12월)는 러시아 독학 자연과학자이자 사진가로, 러시아 곰의 동물행동학에 대한 광범위한 연구로 유명하다. 그는 33년간 캄차카반도에 서식하는 불곰(틀:어슐루스 아르크투스)과 함께 살았다. 그는 2003년 12월, 연방 정부가 관리하는 두 보호구역 중 하나인 크로노츠키 국립 보호구역에서 사망한 채 발견되었으며, 페트로파블롭스크캄차츠키에서 177 km (110 mi) 북쪽에 위치했다. 당국은 사망 원인이 곰의 습격으로 보인다고 결론 내렸다.

## 생애
크로노츠키 야생생물 보호구역의 선임 레인저인 비탈리 니콜라옌코는 보호구역 내 불법 사냥과 낚시와 싸웠다. 그의 순찰은 그를 몇 달 동안 황무지에 머물게 했다. 그는 매일 새벽부터 황혼까지 곰들을 따라다니며 그들의 먹이 활동, 짝짓기, 사회적 습관을 기록했다.

### 곰에 대한 관심
그는 북미 회색곰의 2.7-미터 (9 ft) 거대한 사촌인 캄차카 불곰에 대한 가장 철저한 다큐멘터리 중 하나를 집대성했으며, 수백 권에 달하는 일지를 꾸준히 채웠고, 이는 불곰 행동에 대한 가장 중요한 생애 기록 중 하나로 평가받는다.
니콜라옌코는 캄차카의 외딴 강 계곡과 해안 평야를 매년 1,000 km (620 mi) 이상 걸어 다녔다. 이곳에는 약 15,000마리의 불곰이 외국인 사냥꾼과 밀렵꾼들로부터 점점 더 큰 위협을 받고 있다. 그는 매년 평균 800번의 곰과의 접촉을 기록했다.
20년 이상 동안 니콜라옌코는 자신이 도브리냐라고 이름 붙인 거대한 수컷 곰을 따라다녔고, 곰이 종종 그의 몇 피트 안에서 몸을 웅크리고 잠들 정도로 쉽게 유대감을 형성했다.
니콜라옌코는 곰들과 함께 지내는 동안 여러 번의 운 좋은 탈출도 기록했다. 그는 돌진하는 곰들을 피하기 위해 절벽 아래로 떨어지거나 나무 위로 쫓겨 올라간 경험을 묘사했다.
그는 1996년 저명한 일본인 곰 사진가인 호시노 미치오가 남부 보호구역(니콜라옌코가 주둔했던 11,000 km2 (4,200 mi2) 크로노츠키 국립 보호구역과 인접한 더 외딴 지역)에서 텐트 밖으로 끌려 나와 곰에게 잡아먹힌 사건 이후 조사를 도왔다.

### 사망
2003년 겨울, 니콜라옌코는 예정보다 훨씬 오랫동안 황무지에 머물렀는데, 아마도 모든 곰들이 아직 동면에 들어가지 않았기 때문일 것이다. 그는 보호구역 밖으로 나갈 헬리콥터 비행을 기다리고 있었으며, 마지막으로 연락이 닿은 것은 2003년 12월 말이었다. 헬리콥터가 그를 태우러 왔을 때, 승무원은 연구원의 흔적을 찾지 못했고, 수색대가 파견되었다.
2004년 1월 1일, 러시아 당국은 66세의 니콜라옌코의 시신이 그의 외딴 원룸 오두막 근처 티카야강에 있는 호수에서 발견되었다고 발표했다. 그의 시신 옆에서는 중간 크기 수컷 곰의 17-센티미터 (6 1⁄2 in) 발자국과 함께 니콜라옌코가 자신을 방어하려 했던 것으로 보이는 비어 있는 페퍼 스프레이 캔이 발견되었다.
수색팀에 참여하여 시신을 발견한 니콜라옌코의 오랜 친구이자 관광 가이드인 빅토르 레브리코프는 니콜라옌코가 오두막에서 2 km (1 mi)도 채 안 되는 작은 샘물 호수로 큰 수컷 곰을 따라갔던 것으로 보인다고 말했다.
"비탈리가 쉬고 있는 곰의 사진을 찍기 시작했지만, 나무 줄기와 가지가 방해가 되었고, 그는 숲 안으로 들어가기로 결정한 것 같아요. 그의 발자국은 곰을 따라 숲으로 이어져 있습니다. 그는 곰에게 3미터 거리로 접근했습니다."라고 레브리코프는 말했다.
넓은 주황색 페퍼 스프레이 자국은 니콜라옌코가 자신을 방어하려 했음을 나타냈고, 불발된 조명총이 시신 옆에 놓여 있었다. 그의 카메라는 부러져 피가 묻은 채 근처에 있었다.
두 달 전, 미국 곰 연구원 티머시 트레드웰과 그의 여자친구는 알래스카주 카트마이 국립공원에서 곰에게 살해당하고 부분적으로 잡아먹혔다.

## 논란
밀렵꾼들을 괴롭히고 곰을 감시하는 데 평생을 바쳤음에도 불구하고, 니콜라옌코는 자연주의자 공동체 내에서 극단적인 인물이었다. 이 공동체는 곰을 감시하는 그의 적극적인 접근 방식에 대해 제도적으로 비호의적인 시각을 가지고 있었다. 그의 대상에 대한 노골적인 친숙함은 현장에서 "분리"라고 알려진 더 수동적인 방법과는 상반되는 것이었다. 이는 동물행동학계의 대체적인 합의이다.
니콜라옌코는 곰들 사이의 맹렬함의 잠재력을 결코 과소평가하지 않았으며, 그들에게 인간적인 감정을 부여하려는 충동에 저항했다고 주장했다. 심지어 도브리냐조차도 그의 존재를 그저 용인했을 뿐이라고 그는 인정했다.
니콜라옌코의 죽음은 그의 비판자들에게 그들의 입장을 확인시켜주는 것으로 여겨졌고, 그의 존재에 익숙해진 곰들은 밀렵꾼들에게 쉬운 먹잇감이 되었다. 니콜라옌코가 알던 곰들 중 적어도 20마리가 그가 죽기 약 7개월 전에 죽임을 당했다.
니콜라옌코는 캄차카에서 그 누구보다도 많은 공통점을 가지고 있었을 법한 연구원인 찰리 러셀과 언쟁을 벌이기도 했다. 러셀은 캄차카 남부 보호구역에서 활동하는 연구원이었다. 러시아 레인저가 러셀의 프로젝트를 검토하기 위해 불려오면서 러셀과 니콜라옌코는 충돌했다.
니콜라옌코는 러셀의 반쯤 자란 새끼 곰에게 먹이를 주는 정책에 강력히 반대하며, 이는 연구를 무의미하게 만들고 새끼 곰들을 인간의 먹이에 위험할 정도로 갈망하게 만들 잠재력이 있다고 주장했다. 러셀은 새끼 곰들이 포식자들을 막아낼 만큼 강해지기 위해 어미로부터 받았을 영양분이 필요하다고 느꼈다. 두 사람은 만나는 내내 격렬하게 논쟁했다.

## 같이 보기
- 티머시 트레드웰
- 21세기의 특이한 죽음 목록